# Merkezefendi Belediyesi Denizli Basket
Il Merkezefendi Belediyesi Denizli Basket è un club di pallacanestro turco con sede a Denizli. Milita nella Basketbol Süper Ligi. Il club era anche noto come Yüksekçıta Koleji prima che nel 2018 fosse rinominato Merkezefendi Belediyesi Denizli Basket.

## Storia
Il 4 settembre 2020 il Collegio arbitrale dello sport turco, dopo che Federazione cestistica della Turchia aveva annunciato la partecipazione di solo 15 squadre alla Basketbol Süper Ligi 2020-2021, aveva accettato la richiesta del Merkezefendi Belediyesi Denizli Basket di far tornare il campionato a sedici squadre, sperando di poter essere ripescato al posto del fallito Bandırma B.İ.K.. Tuttavia il 18 settembre venne ammesso alla massima lega il Fethiye Belediye Spor Kulübü.

## Roster 2021-2022
Aggiornato al 27 luglio 2021.
|    | Naz.                                   | Ruolo | Sportivo         | Anno | Alt. | Peso |  |
| -- | -------------------------------------- | ----- | ---------------- | ---- | ---- | ---- |  |
| 5  | Turchia (bandiera)                     | P     | Serkan Menteşe   | 1991 | 175  | 76   |  |
| 11 | Turchia (bandiera)                     | AG    | Ümit Sonkol      | 1982 | 206  | 102  |  |
| 15 | Turchia (bandiera)                     | AG    | Hakan Yapar      | 1984 | 203  | 92   |  |
| 99 | Turchia (bandiera)                     | G     | Altan Erol       | 1983 | 195  | 93   |  |
|    | Belgio (bandiera) · Turchia (bandiera) | P     | Thomas Akyazılı  | 1997 | 190  | 87   |  |
|    | Stati Uniti (bandiera)                 | A     | Jeremy Hollowell | 1994 | 203  | 100  |  |
|    | Turchia (bandiera)                     | C     | Emircan Koşut    | 1995 | 216  | 100  |  |
|    | Lettonia (bandiera)                    | G     | Rihards Lomažs   | 1996 | 190  | 87   |  |
|    | Stati Uniti (bandiera)                 | AC    | Nate Sestina     | 1997 | 206  | 106  |  |
|    | Stati Uniti (bandiera)                 | PG    | Adam Smith       | 1992 | 185  | 77   |  |
|    | Turchia (bandiera)                     | P     | Yiğitcan Turna   | 1987 | 185  | 82   |  |
|    | Stati Uniti (bandiera)                 | AC    | DeVonte Upson    | 1993 | 206  | 101  |  |

### Staff tecnico
| Allenatore: | Zafer Aktaş               |
| Assistenti: | İnanç Koç, Yağız Sertoğlu |

## Palmarès
- Türkiye Basketbol Ligi: 1

2020-2021